# Terremoto de Guatemala de 1942
El terremoto de Guatemala de 1942 se produjo el 6 de agosto de 1942 a las 17:37 hora local (23:37 UTC). El sismo tuvo una magnitud de 7.9 en la escala de magnitud de momento (Mw) y 8.3 en la escala de Magnitud de onda superficial (Ms). El epicentro se encontró a lo largo de la costa sur de Guatemala, y fue uno de los sismos más fuertes registrado en esta región.
El terremoto causó extensos daños en el altiplano central y occidental de Guatemala. Treinta y ocho personas murieron en el terremoto. Los deslizamientos de tierra, causados por la combinación del terremoto y las fuertes lluvias estacionales, destruyeron carreteras, incluso la Carretera Interamericana, y líneas telegráficas. Más de 60% de las casas fueron destruidas en Tecpán Guatemala. Se reportaron daños en algunos edificios en Antigua Guatemala, incluyendo el Palacio de los Capitanes Generales y algunas iglesias. El terremoto fue también sentido fuertemente en México y El Salvador. También género un  tsunami que afectó a Guatemala y llegó a partes como México y Hawái. [cita requerida]
Fue un terremoto intraplaca de la corteza baja con un mecanismo focal de compresión. La actividad tensional fue dominante a lo largo del borde del buzamiento descendente de la zona de ruptura de 1942. Se estima que en el suroeste de Guatemala, cerca de la Fosa Mesoamericana, los terremotos con magnitudes alrededor de 7,5 ~ 8,0 ocurrieron en intervalos de 94 ± 54 años. Incluyeron sismos históricos como los terremotos de 1765, 1902 y 1942.